# Ghost (singel Gackta)
GHOST – dwudziesty dziewiąty singel japońskiego artysty Gackta, wydany 28 stycznia 2009 roku. Limitowana edycja CD+DVD została wydana 21 stycznia 2009 roku dla członków oficjalnego fanklubu Gackta. Singel osiągnął 6 pozycję w rankingu Oricon i pozostał na listach przebojów przez 6 tygodni. Sprzedano 23 745 egzemplarzy.

## Lista utworów
Wszystkie utwory zostały napisane i skomponowane przez Gackt C.
| Nr | Tytuł                                                              | Aranżacja           | Czas |
| -- | ------------------------------------------------------------------ | ------------------- | ---- |
| 1. | "GHOST"                                                            | Gackt.C, Chachamaru | 4:07 |
| 2. | "Blue Lagoon ~Shinkai~" (jap. Blue Lagoon 〜深海〜)                | Gackt.C, Chachamaru | 4:33 |
| 3. | "GHOST" (Instrumental)                                             | Gackt.C, Chachamaru | 4:06 |
| 4. | "Blue Lagoon ~Shinkai~" (jap. Blue Lagoon 〜深海〜) (Instrumental) | Gackt.C, Chachamaru | 4:28 |